# Atalaia e Safurdão
Atalaia e Safurdão (oficialmente: União das Freguesias de Atalaia e Safurdão) é uma freguesia portuguesa do município de Pinhel, com 34,32 km² de área e 200 habitantes (censo de 2021). A sua densidade populacional é 5,8 hab./km².

## História
Foi criada aquando da reorganização administrativa de 2012/2013, resultando da agregação das antigas freguesias de Atalaia e Safurdão.

## Demografia
A população registada nos censos foi:
| Distribuição da População por Grupos Etários | Distribuição da População por Grupos Etários | Distribuição da População por Grupos Etários | Distribuição da População por Grupos Etários | Distribuição da População por Grupos Etários | Distribuição da População por Grupos Etários |
| -------------------------------------------- | -------------------------------------------- | -------------------------------------------- | -------------------------------------------- | -------------------------------------------- | -------------------------------------------- |
| Antes da agregação                           |                                              |                                              |                                              |                                              |                                              |
| Ano                                          | 0-14 anos                                    | 15-24 anos                                   | 25-64 anos                                   | >= 65 anos                                   | Total                                        |
| 2001                                         | 20                                           | 31                                           | 129                                          | 134                                          | 314                                          |
| 2011                                         | 3                                            | 17                                           | 71                                           | 116                                          | 207                                          |
| Após a agregação                             |                                              |                                              |                                              |                                              |                                              |
| Ano                                          | 0-14 anos                                    | 15-24 anos                                   | 25-64 anos                                   | >= 65 anos                                   | Total                                        |
| 2021                                         | 10                                           | 6                                            | 63                                           | 121                                          | 200                                          |